# Чорна п'ятниця
Чорна п'ятниця (англ. Black Friday) — всесвітній день розпродажів, що розпочався зі США. Припадає на п'ятницю після Дня подяки у США. З неї починається традиційний різдвяний сезон розпродажів. Оскільки День подяки припадає на четвертий четвер листопада, «Чорна п'ятниця» випадає в проміжок часу з 23 по 29 листопада.
2024 року цей день припадає на 29 листопада.
Чорна п'ятниця не є офіційним святом, але багато працівників у цей день беруть вихідний, за винятком співробітників роздрібної торгівлі, оскільки цього дня потік покупців істотно зростає.
У Чорну п'ятницю зазвичай магазини відкриваються дуже рано — о 5 ранку, а деякі великі торговельні мережі опівночі. Першим покупцям пропонують серйозні знижки — це робиться для того, щоб залучити якомога більше покупців.

## Походження
Згідно з найранішими згадками (принаймні 1961 рік) назва «Чорна п'ятниця» (щодо наступного дня після Дня подяки в сенсі покупок) виникла у Філадельфії й спочатку вживалася здебільшого на Східному узбережжі США, як метафора страшних заторів транспорту і пішоходів, що траплялися після Дня подяки. Крамниці швидко зрозуміли потенційну прибутковість цього дня і відмовилися від негативної асоціації з його назвою. Через двадцять років, коли фраза стала більш поширеною, вона набула іншого пояснення: це день, коли торговці починають отримувати прибуток, таким чином переходячи з «червоного» в «чорне» (з мінусу в плюс).

## Розпродажі
Звичай влаштовувати розпродажі в цей день встановився ще в XIX столітті.
Упродовж багатьох років роздрібна торгівля цього дня розпочиналася о 6:00 ранку, але з кінця 2000-х це вже часто 5:00 або 4:00. 2011 року кілька магазинів (зокрема Target, Kohl's, Macy's, Best Buy та Bealls) уперше відкрилися опівночі.
2012 року Walmart і кілька інших торгових компаній оголосили, що відкривають більшість магазинів о 20 годині у День Подяки, чим викликали заклики до страйку серед робітників.
2014 року такі магазини, як JCPenney, Best Buy та Radio Shack відкрилися о 17 в День Подяки, а Target, Walmart, Belk та Sears — о 18.
У трьох штатах: Род-Айленді, Мен і Массачусетсі, заборонено відчиняти великі супермаркети та магазини у День подяки, через «сині (недільні) закони».
2019-го року на покупки в Чорну п'ятницю було витрачено 7,5 млрд $, з них 2,9 млрд (40 %) покупці витратили зі смартфонів. Показник 2019 року перевершив минулорічний на 800 млн $. Найпопулярнішими категоріями товарів стали: ноутбуки, навушники, ігрові приставки, телевізори та смартфони.

## Критика
День розпродажів викликає суперечки з приводу різних практик торгових закладів:
- Необґрунтовані вимоги до працівників, зокрема, вимога працювати під загрозою звільнення[15], довгі зміни на свято Дня подяки.
- Ризики для здоров'я та безпеки через брак персоналу для управління натовпом.
- Продаж «похідних» продуктів, з гіршими характеристиками, виготовлених лише для продажу в «чорну п'ятницю»[16].

## В Україні
В Україні «Чорна п'ятниця» проводиться з 2013 року.
Розміри знижок на різні групи товарів:
- одяг і взуття — 25-50 % (неходові маленькі й великі розміри, а також старі колекції — 60-90 %);
- побутова техніка, електроніка та товари для дому — 5-20 %.

Більшість розпродажів в Україні влаштовують інтернет-магазини. Згідно з дослідженням від Black Friday Global, в якому взяли участь 12 000 осіб із 55 країн світу, більше 30 % українців готові «полювати» за знижками в 2018 році та саме в Україні від Чорної п'ятниці можна отримати одну з найбільших вигод у світі: перше місце у цьому рейтингу посідає США — 68 %, друге — Україна з 66 %, а замикає трійку лідерів Канада — теж 66 %.
Зазвичай розпродаж продовжується на вихідних. Натомість наступний понеділок іноді називають «кіберпонеділком», коли розпродаж продовжується в інтернет-магазинах.

## Чорна п'ятниця онлайн

### Проблеми високого трафіку для продавців
Деякі інтернет-магазини вкладають багато коштів у рекламні кампанії, щоб збільшити продажі та залучити трафік до своїх магазинів. Однак вони часто забувають про високе навантаження, яке очікує їхні сайти. За даними Retail Gazette, "У 2017 році сайти кількох великих продавців вийшли з ладу, оскільки не змогли впоратися зі сплеском трафіку в Чорну п'ятницю ... Це лише підкреслює, що деякі продавці не вжили необхідних заходів для підготовки до Чорної п'ятниці. Відсутність підготовки до пікового навантаження може призвести до поганої продуктивності, простою сайту і, зрештою, втрати доходів для продавців". Така недбалість призводить до величезної репутаційної шкоди. Більше того, звіт Veeam Availability 2017 року в Південній Африці виявив, що "Незаплановані простої коштують організаціям у всьому світі в середньому 270 мільйонів рандів щорічно, порівняно з 210 мільйонами попереднього року".

### Сайти з рекламними порадами
Деякі веб-сайти пропонують інформацію про спеціальні пропозиції після Дня подяки за місяць наперед. Текстові списки товарів та цін зазвичай супроводжуються зображеннями реальних реклам. Вони або просочуються інсайдерами, або навмисно публікуються великими продавцями, щоб дати споживачам уявлення і дати їм час на планування.
В останні роки деякі продавці (включаючи Walmart, Target, OfficeMax, Big Lots та Staples) стверджували, що рекламні матеріали, які вони надсилають перед Чорною п'ятницею, та ціни, включені до цих рекламних матеріалів, захищені авторським правом і є комерційною таємницею. Деякі з цих продавців використовували систему видалення Digital Millennium Copyright Act як засіб видалення списків цін, що порушують права.
Користь від погроз інтернет-сайтам позовом на основі DMCA виявилася в кращому випадку сумнівною. Хоча деякі сайти виконали запити, інші або проігнорували погрози, або просто продовжили публікувати інформацію під іменем схожого вигаданого продавця. Однак правильний вибір часу може пом'якшити повідомлення про видалення. Інтернет-провайдер у 2003 році подав позов проти Best Buy, Kohl's та Target Corporation, стверджуючи, що положення DMCA про повідомлення про видалення є неконституційними. Суд відхилив справу, постановивши, що тільки сторонні особи, які розміщують рекламу, а не сам провайдер, мають право подавати позов проти продавців.
Використання сайтів з рекламними порадами щодо Чорної п'ятниці та прямі покупки відрізняються залежно від штату в США, на що великою мірою впливають відмінності у вартості доставки та наявність податку з продажів. Однак в останні роки зручність онлайн-покупок збільшила кількість транскордонних покупців, які шукають вигідні пропозиції за межами США, особливо з Канади. За даними Statistics Canada, обсяг онлайн транскордонних покупок канадцями зростає приблизно на 300 мільйонів на рік з 2002 року. Складна природа додаткових зборів, таких як податки, мита та брокерські послуги, може ускладнити розрахунок кінцевої вартості транскордонних угод Чорної п'ятниці. Існують рішення для транскордонних покупок, які допомагають вирішити проблему шляхом оцінки різних пов'язаних витрат.
У 2019 році дані про покупки Adobe показали, що близько 39% покупок здійснювалося через смартфони. У 2022 році 48% онлайн-продажів здійснюється через смартфони, що більше порівняно з 44% у 2021 році. Тим часом споживачі витратили рекордні 9,12 мільярда доларів на онлайн-покупки під час Чорної п'ятниці 2022 року.

### Кібер-понеділок
Термін Кібер-понеділок, неологізм, винайдений у 2005 році підрозділом Shop.org Національної федерації роздрібної торгівлі, стосується понеділка одразу після Чорної п'ятниці, базуючись на тенденції, яку продавці почали помічати у 2003 та 2004 роках. Продавці звернули увагу, що багато споживачів, які були надто зайняті для покупок протягом вихідних на День подяки або не знайшли того, що шукали, шукали вигідні пропозиції онлайн того понеділка з дому чи роботи. У 2010 році Hitwise повідомила:
Вихідні на День подяки показали сильний старт, особливо оскільки розпродажі Чорної п'ятниці продовжували зростати в популярності. Другий рік поспіль Чорна п'ятниця була днем з найвищим роздрібним трафіком протягом святкового сезону, за нею йшли День подяки та Кібер-понеділок. Найвище річне зростання відвідувань відбулося в Кібер-понеділок та Чорну п'ятницю, зі зростанням на 16% та 13% відповідно.
У 2013 році онлайн-продажі в Кібер-понеділок зросли на 18% порівняно з попереднім роком, досягнувши рекордних $1,73 мільярда, із середньою вартістю замовлення $128. У 2014 році Кібер-понеділок був найбільш завантаженим днем року з продажами, що перевищили $2 мільярди в онлайн-витратах через комп'ютери, що на 17% більше порівняно з попереднім роком.

### Кібер-тиждень
Як повідомлялося в колонці "Підприємці" Forbes 3 грудня 2013 року: "Кібер-понеділок, онлайн-аналог Чорної п'ятниці, набуває безпрецедентної популярності – до такої міри, що кібер-розпродажі тривають протягом усього тижня." Пітер Грінберг, редактор з питань подорожей CBS News, далі радить: "Якщо ви хочете справжньої вигоди у Чорну п'ятницю, тримайтеся подалі від торгового центру. Чорна п'ятниця та Кібер-понеділок - все це частина Кібер-тижня ..."